# Mariana-Laura Dumitru
Mariana-Laura Dumitru (Hârșova, 29 de agosto de 2003) es una deportista rumana que compite en remo.
Ganó una medalla de bronce en el Campeonato Mundial de Remo de 2023 y una medalla de bronce en el Campeonato Europeo de Remo de 2025.

## Palmarés internacional
| Campeonato Mundial | Campeonato Mundial | Campeonato Mundial | Campeonato Mundial |
| Año                | Lugar              | Medalla            | Prueba             |
| ------------------ | ------------------ | ------------------ | ------------------ |
| 2023               | Belgrado (Serbia)  | Medalla de bronce  | Doble scull ligero |
| Campeonato Europeo |                    |                    |                    |
| Año                | Lugar              | Medalla            | Prueba             |
| 2025               | Plovdiv (Bulgaria) | Medalla de bronce  | Doble scull        |